# J-Tull Dot Com
J-Tull Dot Com ist das zwanzigste Studioalbum der Progressive-Rock-Band Jethro Tull.

## Besetzung
Jethro Tull spielte das Album mit der Besetzung Ian Anderson, Martin Barre, Andrew Giddings, Jonathan Noyce und Doane Perry ein. Als Backgroundsängerin wirkte die Britin indischer Herkunft Najma Akhtar auf Dot Com mit. Die meisten Kompositionen und alle Texte stammen von Ian Anderson. Nothing @ All wurde von Giddings mitkomponiert, Hot Mango Flush von Barre.

## Geschichte
Die Band nahm das Album 1999 auf, rund fünf Jahre nach Veröffentlichung des letzten Studioalbums. Es wurde im August 1999 veröffentlicht.

## Album
J-Tull Dot Com ist wie das Vorgängeralbum Roots to Branches von Hardrock und Folkrock geprägt. Wie sein Vorgänger enthält es zahlreiche Anklänge an Musikstile anderer Kontinente sowie viele Stücke mit nachdenklichem Inhalt. Der Titel bezieht sich auf die damalige Website der Band.
Spiral ist ein schneller Rocksong, der vom Übergang zwischen Träumen und Aufwachen handelt. Es bleibt unklar, was Traum und was Realität ist. Das von indischer Musik beeinflusste Dot Com thematisiert eine Fernbeziehung, in der über E-Mails kommuniziert wird. Der Sänger drückt seine Sehnsucht aus; der Gesangspart von Najma Akhtar steht für die Seite der Frau. In dem schnellen, von der Flöte dominierten Rocksong AWOL (Absent without leave, also unerlaubtes Fernbleiben vom Arbeitsplatz oder auch der englische Ausdruck für Fahnenflucht) berichtet der Sänger, dass er sich frei nimmt, um mit seiner Freundin einen schönen Tag zu verbringen; er weiß aber auch, dass er dies später mit Überstunden abgelten muss. Nothing @ All ist ein kurzes, ruhiges Instrumentalstück, in dem das Klavier im Vordergrund steht.
Das lyrisch-rockige Wicked Windows lässt unterschiedliche Interpretationen zu: Entweder ist es ein hoher, unmenschlicher Militär oder Machthaber mit seiner „bösen Brille“, oder es ist Anderson selbst, der selbstkritisch durch die damals neuerworbene Brille schaut. In Hunt By Numbers besingt Anderson das Jagdverhalten seiner Katzen; der Rocksong wird musikalisch von der Hookline der E-Gitarre dominiert. Hot Mango Flush stellt in Text und Musik eine exotische Szene, vielleicht in einer tropischen Küstenstadt, dar. El Niño kontrastiert die Eroberung der Weltmeere durch Seefahrer mit der Macht, die das Wetterphänomen El Niño immer wieder ausübt. Dieses Stück ist von indisch anmutender Musik geprägt. Der Midtempo-Rocksong Black Mamba beginnt mit Flöten- und Klaviermusik. Der Sänger wünscht sich eine Frau mit den Eigenschaften der giftigen Schwarzen Mamba. Mango Surprise ist eine Reprise von Hot Mango Stuff, die aber eher karibisch klingt und mit „Hot Mango Stuff“ nur eine Textzeile hat, die mehrfach wiederholt wird.
Das Folkrock-Stück Bends Like a Willow ist ein Liebeslied. Eine Frau wird besungen, die sich „wie eine Weide biegt“ und ihn sicher noch verstehen wird, wenn er alt und verbittert ist. In der ersten Strophe wird sie mit einem Segelboot verglichen, in der vierten Strophe wird sie als Schutz im Kriegsfall besungen. Musikalisch dominiert erneut die Flöte. Far Alaska beginnt mit einem Intro von Flöte und E-Gitarre. Traumziele wie Alaska werden besungen, zugleich wird aber auf die Beschwernisse des Reisens verwiesen, und der Sänger bittet die Reisenden, an ihn zu denken. Die Hookline der E-Gitarre steht im Vordergrund. The Dog-Ear Years ist ein weiteres Liebeslied. Der Sänger beschreibt sich als „hundeohrig“ (dog-ear entspricht dem deutschen „Eselsohr“, er vergleicht sich also mit einem gebrauchten Buch) und „aus dem Jura kommend“. Er und seine Partnerin haben sich aneinander gewöhnt; sie erinnern sich an weniger entspannte Zeiten. Das Lied ist folkig und vom Flötenspiel geprägt. A Gift of Roses, ebenfalls ein Folkrock-Stück, handelt von einem Rosengeschenk, das der Sänger seiner Frau nach längerer Abwesenheit bringt. Er freut sich über seine Heimkehr und bittet seine Frau, „ihre Leuchtmarkierung“ zu nutzen, um „den Fischer“ heimfinden zu lassen. Neben Flöte und E-Gitarre tritt erstmals auf dem Album das Akkordeon in den Vordergrund.
Auf einigen Ausgaben ist The Secret Language of Birds, der Titelsong von Ian Andersons im Jahr 2000 erschienenen Soloalbum, als Hidden Track enthalten; vor Beginn des Stücks weist Anderson auf das neue Album hin.

## Cover
Das Cover gestaltete Bogdan Zarkowski nach einem Gemälde von Ian Anderson, das die ägyptische Gottheit Chnum vor einem hellgrau-braunen Hintergrund darstellt. Anderson hatte es nach einer Skulptur des befreundeten Bildhauers Michael Cooper angefertigt. Der Albumtitel steht teils oberhalb, teils auf der Figur. Im Rumpf der Figur steht das „O“ des Albumtitels; es steht in Flammen. Links und rechts stehen die senkrecht angeordneten, verschnörkelten Schriftzüge „DOT COM DOT“ und „COM DOT COM“, jeweils von links zu lesen.
Auf der Rückseite ist eine kleinere, ähnliche Abbildung der Figur mit vergrößerter Schrift abgebildet; diesmal spielt sie allerdings Flöte und steht innerhalb des brennenden „O“ des Albumtitels. Rechts daneben steht die Titelliste, vollständig in kleinen Buchstaben geschrieben. Der Hintergrund gleicht dem der Vorderseite.

## Wirkung
Das Album erreichte Platz 44 in Großbritannien und Platz 161 in den USA. In Deutschland stieg das Album bis auf Platz 15. Bei Allmusic erhielt die Originalausgabe zwei von fünf möglichen Punkten. Der Rezensent bemängelte vor allem die schwächer gewordene Stimme Andersons, die allerdings teilweise durch sein verbessertes Flötenspiel wettgemacht würde.

## Titelliste
1. Spiral (3:50)
2. Dot Com (4:25)
3. AWOL (5:19)
4. Nothing @ All (Instrumental) (0:56)
5. Wicked Windows (4:40)
6. Hunt by Numbers (4:00)
7. Hot Mango Flush (3:49)
8. El Niño (4:40)
9. Black Mamba (5:00)
10. Mango Surprise (1:14)
11. Bends Like a Willow (4:53)
12. Far Alaska (4:06)
13. The Dog-Ear Years (3:34)
14. A Gift of Roses (3:54)